# Bomb Rush Cyberfunk
Bomb Rush Cyberfunk — компьютерная игра 2023 года в жанре платформер, разработанная и выпущенная нидерландской студией Team Reptile на ПК под управлением Windows и консоли Nintendo Switch, PlayStation 4, PlayStation 5, Xbox One и Xbox Series X/S. Игра является «духовным наследником» серии Jet Set Radio компании Sega и имеет в себе многие элементы из данной серии.

## Игровой процесс
Игровой процесс Bomb Rush Cyberfunk основан на перемещении по вымышленному городу Новый Амстердам с использованием скейтборда, роликовых коньков или велосипеда BMX. Игрок получает рюкзак с особыми возможностями, расширяющий способности к передвижению. Механика игры включает выполнение трюков и нанесение граффити на здания для повышения репутации группировки (англ. REP). Накопление репутации позволяет бросать вызов конкурирующим группировкам для установления контроля над пятью районами Нового Амстердама.

## Сюжет
В ходе заключения Йен Фогелар (Фо) знакомится с Трайсом, совершающим побег из тюремной камеры и предлагающим присоединиться к формируемой им преступной группировке. При преследовании лейтенантом полиции Ирен Ритвельд беглецы сталкиваются с неизвестным в робе и маске, который в ходе противостояния с сотрудниками правоохранительных органов обезглавливает Фогелара брошенной виниловой пластинкой.
После инцидента Фо приходит в сознание на базе группировки Трайса с установленной красной кибернетической головой. Вследствие замены мозга утрачивает все воспоминания и личностные характеристики. По словам Трайса, после гибели Фо некий связанный с группировкой человек произвел установку стандартного кибернетического модуля. В состав группировки также входит скейтер Бел, предложившая именовать Фо «Редом» ввиду полной утраты прежней личности.
Трайс идентифицирует нападавшего как DJ Cyber, предполагая, что голова Фо остается у него. По информации Трайса, Фо являлся известным художником граффити Нового Амстердама, входившим в группировку «Большая тройка» (Big 3) наряду с DJ Cyber и Феликсом. Феликс, единственный достигший статуса All City (полный охват города), погиб при невыясненных обстоятельствах. Его смерть провоцирует борьбу других группировок за достижение статуса All City. Ред, Трайс и Бел направляются в Новый Амстердам с целью возвращения головы Фо и получения статуса All City.
В ходе захвата районов Нового Амстердама группировка подвергается нападениям полиции, применяющей летальные средства противодействия. Выясняется, что голова Фо используется полицейским департаментом в качестве центрального процессора Проекта «Алго» — суперкомпьютера, разработанного главным инспектором Берлаге для полного искоренения преступности. Также обнаруживается наличие человеческой головы внутри предположительно кибернетического импланта Реда.
После захвата четырех районов и победы над DJ Cyber раскрывается, что Ред на самом деле — Феликс. Фо убил Феликса из-за зависти и обладания информацией о коррупционных связях отца Фо в полиции. DJ Cyber, стремившийся восстановить память Феликса, совершил убийство Фо в полицейском участке как акт возмездия. По данным DJ Cyber, Фо использовал Проект «Алго» для дезинформации полиции с целью планомерного устранения художника и захвата статуса «Короля All City». Фо, манипулируя «Алго», убивает инспектора Берлаге, заключает под стражу Ритвельд за неподчинение и подчиняет полицейский департамент задаче уничтожения всех художников Нового Амстердама.
В ходе захвата последнего района и противостояния с группировкой DJ Cyber появляется Фо в механизированном костюме, трансформирующемся в механическое существо. Фо отрывает голову Феликса от тела. Освободившаяся из-под стражи Ритвельд доставляет изначальное тело Феликса, восстанавливая легендарного художника посредством воссоединения головы с телом. Объединенными усилиями группировка окончательно побеждает Фо. В убежище группировка отмечает получение статуса All City, а DJ Cyber наблюдает за ними издалека и предупреждает, что «это ещё не конец».

## Разработка и выход
Игра была анонсирована 24 июля 2020 года изначально лишь на ПК под управлением Windows. 11 августа 2021 года игра была анонсировна на гибридную консоль Nintendo Switch как временный эксклюзив. Игра вышла 18 августа 2023 года на вышеупомянутые платформы, а менее, чем через две недели — на консоли PlayStation 4, PlayStation 5, Xbox One и Xbox Series X/S. Изданием физических копий занималась американская компания iam8bit.

## Музыка
Саундтрек игры под названием Bomb Rush Cyberfunk Soundtrack был выпущен в день выхода игры, 18 августа 2023 года, через сервис Steam. Его можно купить отдельно, а также он включён в расширенное издание игры. Альбом был позже выпущен на трёх грампластинках компанией iam8bit, которая также выпустила саму игру на физических носителях.
Альбом содержит 32 трека различных исполнителей, которые проигрываются в игре. Среди прочих исполнителей, три трека специально для игры записал японский композитор Хидэки Наганума, известный своими саундтреками к играм Jet Set Radio и Sonic Rush.
| №                   | Название                                       | Автор(ы)                    | Длительность |
| ------------------- | ---------------------------------------------- | --------------------------- | ------------ |
| 1.                  | «Big City Life (featuring OV)»                 | kidkanevil                  | 2:59         |
| 2.                  | «I Wanna Kno»                                  | 2 Mello                     | 4:11         |
| 3.                  | «Funk Express (Extended Version)»              | Proux                       | 3:03         |
| 4.                  | «Morning Glow (featuring Nicholas Mangiafico)» | Дом Макленнон               | 3:54         |
| 5.                  | «Scraped On The Way Out»                       | KiloWatts                   | 5:46         |
| 6.                  | «Chromebies»                                   | Doctor Lazer                | 3:04         |
| 7.                  | «State of Mind»                                | Charodey Jeddy              | 2:52         |
| 8.                  | «Condensed Milk»                               | CYBERMILK                   | 2:33         |
| 9.                  | «Plume»                                        | Legove                      | 3:11         |
| 10.                 | «Anime Break»                                  | Клаус Вен                   | 3:36         |
| 11.                 | «JACK DA FUNK»                                 | Хидэки Наганума             | 4:08         |
| 12.                 | «Precious Thing»                               | Olli                        | 3:20         |
| 13.                 | «Next to Me»                                   | Leopard Davinci & Louis 707 | 3:49         |
| 14.                 | «GET ENUF»                                     | Хидэки Наганума             | 4:11         |
| 15.                 | «Bounce Upon A Time»                           | SKALP                       | 5:40         |
| 16.                 | «Feel The Funk (Computer Love)»                | Себастьян Найт              | 2:59         |
| 17.                 | «Iridium»                                      | Reso                        | 3:23         |
| 18.                 | «Operator»                                     | GRRL                        | 2:23         |
| 19.                 | «DA PEOPLE»                                    | Хидэки Наганума             | 4:14         |
| 20.                 | «Chuckin Up»                                   | Reso                        | 2:29         |
| 21.                 | «Trinitron»                                    | GRRL                        | 3:22         |
| 22.                 | «Spectres»                                     | Reso                        | 4:06         |
| 23.                 | «In The Pocket»                                | Итан Голдхаммер             | 2:55         |
| 24.                 | «Two Days Off»                                 | KiloWatts                   | 6:12         |
| 25.                 | «AGUA»                                         | Bx'treme                    | 3:17         |
| 26.                 | «you can say hi»                               | Soia, Mez                   | 3:44         |
| 27.                 | «Light Switch»                                 | SkyBlew, Navo The Maestro   | 3:47         |
| 28.                 | «watchyaback!»                                 | Wev                         | 3:44         |
| 29.                 | «Hair Dun Nails Dun»                           | Color Plus                  | 4:39         |
| 30.                 | «Last Hoorah»                                  | KiloWatts                   | 5:02         |
| 31.                 | «hwbouths»                                     | Knxwledge                   | 2:40         |
| 32.                 | «Refuse»                                       | Swami Sound                 | 3:17         |
| Общая длительность: | Общая длительность:                            | Общая длительность:         | 1:58:47      |

## Оценки и мнения
| Сводный рейтинг       | Сводный рейтинг                      |
| Агрегатор             | Оценка                               |
| --------------------- | ------------------------------------ |
| Metacritic            | (PC) 75/100 (NS) 77/100 (PS5) 81/100 |
| Иноязычные издания    |                                      |
| Издание               | Оценка                               |
| Eurogamer             | [ 14 ]                               |
| Nintendo Life         | [ 15 ]                               |
| Nintendo World Report | 9/10                                 |
| PC Gamer (US)         | 85/100                               |
| Push Square           | [ 18 ]                               |
| PC Magazine           | [ 19 ]                               |
| Русскоязычные издания |                                      |
| Издание               | Оценка                               |
| StopGame.ru           | Похвально                            |

Игра получила «в основном положительные» отзывы, согласно агрегатору Metacritic. Игру, в основном, хвалили за хорошее воссоздание игрового процесса Jet Set Radio.